# Abfallsozialprodukt
Abfallsozialprodukt war eine Leipziger Punkband.

## Geschichte
Die Grundlage zur Gründung einer Band entstand, als sich Halli (Frank Hallitschke) und Stöpsel (Andreas Sandig) im Sommer 1989 bei der Ableistung des NVA-Dienstes kennenlernten. Befeuert durch die Wende und die Entstehung der Hausbesetzer- und Autonomen-Szene-Kultur in Leipzig gründeten sie Ende 1989 die Band Abfallsozialprodukt. Erstes überregionales Aufsehen erregten sie am 30. September 1990, als sie auf der Straße vor der Leipziger Villa des damaligen DDR-Innenministers ihren Szene-Hit „Arnold Diestel“ darboten. Ihr erstes Tape entstand 1991 und in der Folge veröffentlichten sie Lieder auf mehreren Deutschpunk-Samplern wie Schlachtrufe BRD. Ihre beiden Alben veröffentlichten Abfallsozialprodukt in den Jahren 1994 (Keine Macht den Faschisten) und 1995 (Trauma). Der ursprüngliche Bassist „Wulf“ (Matthias) wurde später durch Haiko Schiemann ersetzt. Sänger Bad Swen (Swen Perttermann) starb 2019.
Die vor allem auf ihrem Debütalbum enthaltenen wütenden Songs richten sich unter anderem gegen die Politik, Wirtschaft, Staat und Polizei, gegen die katholische Kirche sowie gegen Nazis und Faschisten. Das Ox-Fanzine beschreibt den Stil von Abwärtssozialprodukt auf ihrem zweiten Album als „Punk, der stellenweise erst durch seine Metal-Elemente wirkt“.

## Diskografie
- 1994: Keine Macht den Faschisten (Album, Höhnie Records / Nasty Vinyl)
- 1995: Trauma (Album, Höhnie Records / Nasty Vinyl)